# Andra bullar
Andra bullar var en feministisk visgrupp inom proggrörelsen som bildades 1977 i Göteborg. 
Medlemmar i gruppen, vars repertoar bestod till stor del av traditionella visor i ny tappning, var Margareta Abrahamsson, Gunnell "Låtta" Bergstrand, Eva Blume, Annika Nordström och Agneta Reftel. Dessutom hade Malte Krook (tidigare i Göteborgs visgrupp), kallad ”jästartist och hedersbulle”, en viktig roll i bandet. Gruppen gjorde en rad TV- och radioframträdanden innan den slutligen upplöstes i början av 1990-talet. Åren 1980 och 1982 medverkade Andra bullar på Visfestivalen i Västervik.

## Diskografi

### Album
- 1979 – Andra bullar (LP, Silence SRS 4657)
- 1982 – I krig och kärlek... och Göteborg (LP, Silence SRS 4671)

### Medverkan på samlingsskivor
- 1977 – Sånger och musik från Kvinnokulturfestivalen (LP, Silence SRS 4647)

### Fotnoter
1. ↑  ”Nordisk visfest i Hangö”. Arkiverad från originalet den 8 december 2015. https://web.archive.org/web/20151208004534/http://visan.hdi-server.com/index.php?id=39&type=123&filename=file.pdf. Läst 5 september 2014.
2. ↑  På ruinens brant. 30 år med VisFestivalen i Västervik, Hansi Schwarz m.fl. (red.) Värnamo, 1995, ISBN 91-630-3345-3, sid. 34f, 38f.